# مقاطعة بوت (كاليفورنيا)
مقاطعة بوت (بالإنجليزية: Butte County)‏ هي إحدى مقاطعات ولاية كاليفورنيا في الولايات المتحدة الأمريكية.

## أعلام
- ويليام روبي
- آر. بي. روذرفورد
- إلمر شوارتز
- فريدريك ك. وليامز
- ستيف أبلتون